# 13219 Cailletet
13219 Cailletet là một tiểu hành tinh vành đai chính với cận điểm quỹ đạo là 2.8584931 AU. Nó có độ lệch tâm là 0.1067748 và chu kỳ quỹ đạo là 2091.04 ngày (5.73 năm).
Cailletet có vận tốc quỹ đạo trung bình là 16.64963251 km/s và độ nghiêng quỹ đạo là 21.57579°.
Nó được phát hiện ngày 30 tháng 6 năm 1997 bởi Spacewatch.
Nó được đặt theo tên Louis-Paul Cailletet, a French physicist.